# Академия Звёздного флота
Акад́емия Зв́ёздного Фл́ота (англ. Starfleet Academy) — это место, где обучаются новобранцы в офицерский корпус Звёздного Флота в вымышленной вселенной «Звёздный путь». Он был создан в 2161 году, когда и Объединенная Федерация Планет. Девиз Академии: «Ex astris, scientia» — «Со звезд, знание». Это происходит от девиза Аполлона-13 «Ex luna, scientia» - «С Луны, знание». В свою очередь, девиз Аполлона-13 был вдохновлен фразой «Ex scientia, tridens» Военно-морской академии США, что означает «От знаний к морской мощи».

## Кампусы
Главный кампус Академии расположен в штаб-квартире Звёздного Флота на Земле или рядом с ней, в районе нынешнего Форт Бейкер, Калифорния, через мост Золотые Ворота из Сан-Франциско, на территории нынешнего округа Марин. Есть и другие кампусы; например, Том Пэрис учился в кампусе в Марселе, Франция.
Медицинская академия Звёздного флота отвечает за обучение медицинского персонала Звёздного флота. Он принимает только 200 студентов каждый год. Это один из нескольких дополнительных кампусов в системе Академии.

## Преподаватели и персонал
Различные профессора, курсы и «обязательная литература» часто упоминаются офицерами в разных сериях разных сериалов. Это часто делается в контексте воспоминаний или проверки знаний подозреваемого самозванца.
Одним из смотрителей Академии является человек по имени Бутби, персонаж, которого играет Рэй Уолстон, впервые показанный в сериале «Звёздный путь: Следующее поколение» в серии «Первый долг». Бутби давал советы и интересовался карьерой многих студентов, в том числе Жан-Люка Пикарда и Кэтрин Джейнвей, которые впоследствии стали капитанами.

## Места съёмок

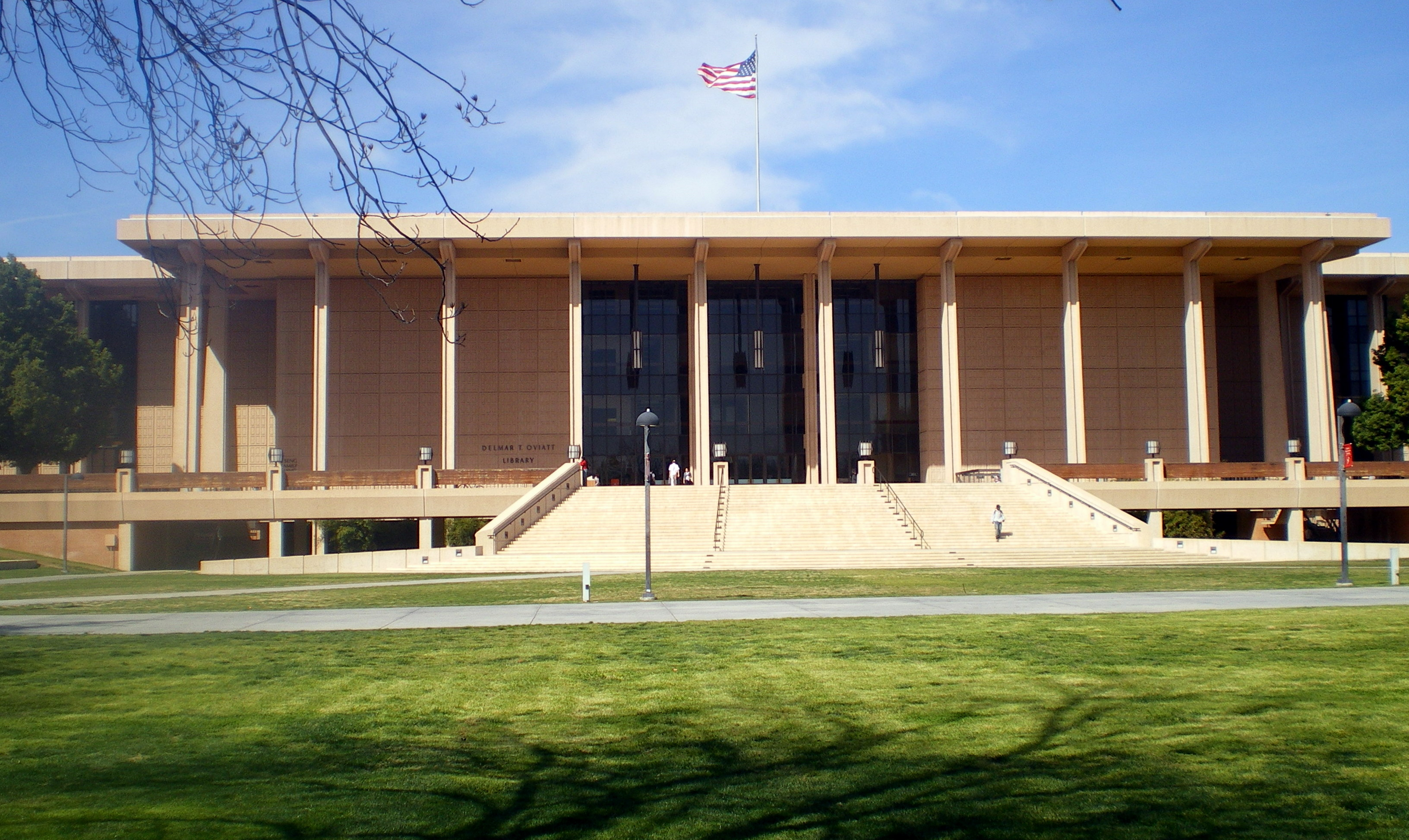
Университетская библиотека

Японский сад, расположенный на территории водоочистного завода Тиллмана в Ван-Найсе, Калифорния, спроектированный калифорнийским архитектором Энтони Дж. Ламсденом, в 333 милях (536 км) к югу, использовался для съемок главного кампуса академии недалеко от Сан-Франциско; изображения моста Золотые Ворота были наложены друг на друга, чтобы сцена выглядела так, как будто он действительно находится в заливе Сан-Франциско.
В 2009 году внешний вид университетской библиотеки Калифорнийского государственного университета в Нортридже был использован для изображения Академии Звёздного Флота в фильме Дж. Дж. Абрамса «Звёздный путь».

## Приём в Академию
Серия «Совершеннолетие» в сериале «Звёздный путь: Следующее поколение» вращается вокруг первой попытки Уэсли Крашера поступить в Академию Звёздного Флота и включает в себя множество деталей вступительного экзамена в Академию. Студенты проходят четырехлетнюю академическую программу и обучение, после чего они обычно назначаются энсинами.
Граждане, не являющиеся гражданами Федерации, должны представить рекомендательное письмо от офицера командного уровня Звёздного Флота, прежде чем они смогут сдать вступительный экзамен. Командир Бенджамин Сиско написал такое письмо для ференги Нога в 2371 году, когда он подал заявку на участие в Звёздном флоте в серии «Каменное сердце» сериала «Звездный путь: Глубокий космос 9». (Время Нога в Академии показано в серии комиксов «Академия Звёздного Флота», где он является главным героем.)

## Другие ссылки на Академию
В серии-приквеле «Академия» сериала «Звёздный путь: Энтерпрайз» упоминается командиром Такером в пилотной серии «Разорванный круг» (действие которой происходит в 2151 году), но не установлено, относится ли это к Академии Звёздного Флота или к какой-то другой службе академии. (Другой эпизод сериала дал понять, что Вест-Пойнт все еще действует, поэтому, безусловно, возможен переход Такера в другую «академию».) Если Такер имел в виду Академию Звёздного Флота, то её основание должно было быть задолго до 2151 года; следовательно, это был бы реткон, если бы академии UFP не предшествовала всемирная академия с таким же названием. Однако, учитывая историю Рида с всё ещё существующим британским Королевским флотом (по-прежнему в основном морской службой), можно предположить, что Дартмут и аналогичные учебные заведения для офицеров всё ещё были отдельными организациями.
В 1997 году Interplay и High Voltage Software выпустили компьютерную игру с историей, связанной с Академией, под названием «Star Trek: Starfleet Academy».
Был предложен телесериал, основанный на истории Академии Звёздного Флота, но так и не снятый. Ранний набросок сценария к фильму «Звёздный путь 6: Неоткрытая страна» содержал воспоминания о временах, когда капитан Кирк учился в академии. По словам продюсера Харва Беннета, эта версия шестого фильма дошла до предварительного кастинга, якобы с предложениями, сделанными Итану Хоуку на роль капитана Кирка и Джону Кьюсаку в роли Спока.